# Pier Paolo Pasolini: Una visione nuova
Pour plus de détails, voir Fiche technique et Distribution.
Pier Paolo Pasolini: Una visione nuova est un film documentaire italien réalisé par Giancarlo Scarchilli (it) et sorti en 2022.
Le film raconte l'histoire de personnalités qui ont connu un changement de cap important dans leur vie après être entrées en contact avec Pier Paolo Pasolini.
Produit par MG PRODUCTION, en association avec Luce Cinecittà, en collaboration avec Rai Cinema et la Cineteca Nazionale,, il a été présenté en avant-première lors de la 40e édition du Festival du film de Turin en 2022.
Il a été présenté par la productrice Morena Gentile sous le patronage de la Chambre des députés dans la Nuova Aula dei Gruppi parlamentari, à Rome, le 9 mai 2023.

## Synopsis
Le réalisateur Giancarlo Scarchilli s'intéresse à la nouvelle vision que Pasolini a apportée à la littérature avec son roman Les Ragazzi, au cinéma avec le film Accattone et au journalisme avec ses Écrits corsaires.
Dans le récit filmique, deux points principaux sont analysés et mis en évidence : les rencontres qui ont radicalement changé le destin de nombreuses personnalités illustres, et la capacité de Pasolini en tant que découvreur de talents, qui a su identifier et faire ressortir les personnalités les plus dissemblables. Bernardo Bertolucci écrivait des poèmes lorsque Pasolini l'a engagé comme assistant réalisateur dans le film Accattone ; Vincenzo Cerami, auteur avec Roberto Benigni du film La vie est belle (1997), était l'un de ses élèves de lycée qui a fait ses débuts au cinéma avec le film Des oiseaux, petits et gros (1966) ; Dante Ferretti, également lauréat de plusieurs Oscars, a conçu ses premiers décors de cinéma avec Pasolini dans le film Médée ; Sergio Citti était peintre en bâtiment lorsqu'il est devenu le porte parole de la banlieue romaine dont Pasolini a tant parlé. Il en a été de même pour Laura Betti, Danilo Donati, Ennio Morricone et bien d'autres.
Toutes des personnalités importantes du cinéma et de la culture italiens, qui se sont ensuite imposées dans le monde, et qui doivent une grande partie de leur succès à leur rencontre avec Pasolini et à sa personnalité charismatique,,.

## Fiche technique
- Titre original italien : Pier Paolo Pasolini: Una visione nuova[7],[8]
- Réalisateur : Giancarlo Scarchilli (it)
- Scénario : Giancarlo Scarchilli
- Photographie : Blasco Giurato
- Montage : Ugo De Rossi (it)
- Musique : Andrea Guerra (it)
- Production : Morena Gentile
- Sociétés de production : MG PRODUCTION, en association avec Luce Cinecittà, en collaboration avec Rai Cinema et CSC Cineteca Nazionale.
- Pays de production :  Italie
- Langues originales : italien
- Format : couleurs - 1,85:1
- Durée : 71 minutes
- Genre : film documentaire
- Dates de sortie :
  - Italie : 27 novembre 2022 (Festival du film de Turin) ; 5 mars 2023 (sortie nationale)

## Distribution
- Pupi Avati
- Walter Veltroni
- Filippo Ceccarelli
- Matteo Anastasi
- Giancarlo De Cataldo
- Carlo Verdone
- Daniele Luchetti
- Giuseppe Manfridi
- Giancarlo Scarchilli
- David Grieco
- Blasco Giurato
- Ugo De Rossi
- Felice Laudadio
- Andrea Purgatori
- Caterina D'Amico
- Luigino Piccolo
- Giuseppe Gentile
- Alessio Boni
- Sergio Citti
- Dante Ferretti
- Danilo Donati
- Ennio Morricone
- Totò
- Ninetto Davoli
- Laura Betti
- Alfredo Bini
- Nino Baragli
- Tonino Delli Colli
- Vincenzo Cerami
- Francesca Archibugi